# Xie Daoqing
Xie Daoqing (謝道清; Xiè Dàoqīng), född 1210, död 1283, var en kinesisk kejsarinna under Songdynastin Gift med kejsar Song Lizong. Hon var Kinas regent under sin adoptivsonson kejsar Song Gongdis omyndighet från 1274 till 1276.  

## Biografi
Xie Daoqing var dotter till prins Xie Qubo och valdes ut till Song Lizongs kejsarinna av kejsarinnan Yang. Hon hade inga söner, och maken efterträddes 1264 av sin brorson och adoptivson, kejsar Song Duzong.  
Vid hennes adoptivson Duzongs död 1274, blev hon Kinas regent under sin treårige sonson kejsar Song Gongdis omyndighet, assisterad av kansler Jia Sidao, som länge varit rikets verklige regent. 1275 tvingades hon på allmän begäran avrätta Jia Sidao, sedan han med stora förluster hade förlorat ett slag mot de invaderande mongolerna. I februari 1276 nådde mongolarmén huvudstaden Lin'an (dagens Hangzhou), och hon tvingades att kapitulera och personligen överlämna sig själv, barnkejsaren och riket till mongolernas överbefälhavare. 
Tillsammans med barnkejsaren, sin svärdotter och de kejserliga prinsessorna fördes hon till Mongoliet, där de fråntogs sina titlar, men mottog skattfria egendomar i Peking, som de sedan levde på resten av sina liv.  